# Переулок Антоненко
Переу́лок Антоне́нко — переулок в Адмиралтейском районе Санкт-Петербурга. Проходит от Исаакиевской площади до Казанской улицы.

## История наименования
Первоначальное название Новый переулок известно с 1781 года. Параллельно существовали названия Вновьпроложенный переулок, 1-й Новый переулок.
23 июля 1939 года переименован в переулок Антоненко, в честь Н. Г. Антоненко, члена судового комитета восставшего в 1905 году крейсера «Очаков», переименован в ряду других улиц этого района в ознаменование Дня Военно-Морского Флота.

## История
Переулок возник во второй половине XVIII века.

## Достопримечательности
- Мариинский дворец.  памятник архитектуры (федеральный)
- дом № 6 — дом Егора Францевича Брюна, был построен в 1837 году по проекту архитектора Андрея Болотова[2]. В 1860—1870-х годах жильцом дома был художник Василий Садовников. В 2024 году зданию присвоили статус объекта культурного наследия регионального значения[3].

## Пересечения
- набережная реки Мойки
- Казанская улица